# Andromeda (Euripides)
Andromeda (altgriechisch Ἀνδρομέδα) ist eine in Fragmenten erhaltene Tragödie des griechischen Dramatikers Euripides, die 412 v. Chr. gemeinsam mit dem Stück Helena anlässlich der Dionysien uraufgeführt wurde. Der Stoff der Tragödie stammt aus dem Perseus-Mythos.
→ Hauptartikel: Andromeda (Mythologie)

## Inhalt
Aus den erhaltenen Fragmenten von Euripides Andromeda-Tragödie (Euripides, Fragmente 114–156+2), lassen sich nur einige Bruchteile der Inhalte des Stücks rekonstruieren. Am Anfang steht eine ausführliche Klage der an den Felsen geketteten Andromeda, die dem von Poseidon entsandten Meeresungeheuer Ketos geopfert werden soll. Auch deutet sich an, dass Andromeda sich nach der Entscheidung ihrer Eltern Kepheus und Kassiopeia nicht freiwillig in ihr Schicksal gefügt hat.
„Warum fiel doch vor allem so herbes Los, mir, Andromeda, zu? O ich Arme, des Todes soll ich sein! (F 115) [...] Nimm teil an meinem Schmerz; denn wer im Leid andere mitweinen lässt, findet Erleichterung.“ (F 119) [...] „Miteidlos ist dein Vater, der dich, die leidensreichste unter den Menschen, dem Hades preisgab, um für das Vaterland zu sterben.“ (F 120) [...] „Beklagt mich, Fraun, die Traurige. Die Trauriges erduldete – O ich armes, armes Kind! – und von Verwandten Gesetzloses litt“ (F 122)
Es folgt das Eintreffen des Perseus aus dem Land der Medusa, der die wohl entblößte Andromeda erblickt: „Halt, was für einen Fels sehe ich hier vom Meer umschäumt und das Bild eines Mädchens aus natürlichem Steinwerk, Zierstück einer Meisterhand?“ Perseus fragt Andromeda, wer sie sei, woraufhin sie ihn anfleht, sie zu retten: „O fremder Mann, erbarme dich meines Jammers, löse meine Fesseln!“ Perseus erwidert, ob Andromeda ihm Dank erweisen werde, wenn er sie befreit, woraufhin sie ihn verfleht, sie als Dienerin, Gattin oder Sklavin mitzunehmen.
Die nachfolgenden Fragmente geben kaum noch eine Handlung wieder, doch wird offensichtlich, dass Perseus das Ketos besiegt und Andromeda zur Frau nimmt – offensichtlich gegen den Willen von Kepheus: „Ich lasse nicht zu, dass mein Kind einen Bastard bekommt.“ Es folgen wohl das Hochzeitsmahl im Palast und die Auseinandersetzung mit Phineus, dem Onkel und zugleich Verlobten der Andromeda, der sein Recht auf die Heirat einfordert und von Perseus mit dem Haupt der Medusa zu Stein verwandelt wird.

## Ausgaben
- Tragicorum Graecorum Fragmenta, Band 5, S. 392–404.
- Euripides: Sämtliche Tragödien und Fragmente. Band 6, Artemis Verlag, München 1981, S. 51–67
- Rainer Klimek-Winter: Andromedatragödien. Sophokles, Euripides, Livius, Andronicus, Ennius, Accius. De Gruyter, Stuttgart/Leipzig 1993. ISBN 978-3-598-77470-6, S. 55–316. (Text mit Kommentar)